# Крутой Сивеж
Крутой Сивеж — река в России, протекает в Вологодской области, в Тотемском районе. Устье реки находится в 48 км по правому берегу реки Вожбал. Длина реки составляет 26 км.
Исток находится в 15 км к западу от деревни Кудринская (центр муниципального образования «Вожбальское») и в 41 км к западу от Тотьмы. Исток Крутого Сивежа находится рядом с истоком Ваги, здесь проходит водораздел бассейнов Ваги и Сухоны. Крутой Сивеж течёт по лесному массиву на северо-восток, населённых пунктов по берегам нет, за исключением покинутой деревни Слобода в среднем течении. Незадолго до устья принимает справа реку Плоскую. Впадает в Вожбал в 5 километрах к юго-востоку от посёлка Крутая Осыпь.

## Данные водного реестра
По данным государственного водного реестра России относится к Двинско-Печорскому бассейновому округу, водохозяйственный участок реки — Северная Двина от начала реки до впадения реки Вычегда, без рек Юг и Сухона (от истока до Кубенского гидроузла), речной подбассейн реки — Сухона. Речной бассейн реки — Северная Двина.
По данным геоинформационной системы водохозяйственного районирования территории РФ, подготовленной Федеральным агентством водных ресурсов:
- Код водного объекта в государственном водном реестре — 03020100312103000008046
- Код по гидрологической изученности (ГИ) — 103000804
- Код бассейна — 03.02.01.003
- Номер тома по ГИ — 03
- Выпуск по ГИ — 0